# Aston Martin DB4
La DB4 è un'autovettura coupé prodotta dalla casa britannica Aston Martin dal 1958 al 1963. Si distingue fortemente dalla DB Mark III, che ha sostituito, benché il suo motore da 3,7 litri sia stato sviluppato sulla base del 2,9 litri del modello precedente. In totale furono prodotti 1210 esemplari.

## Tecnica

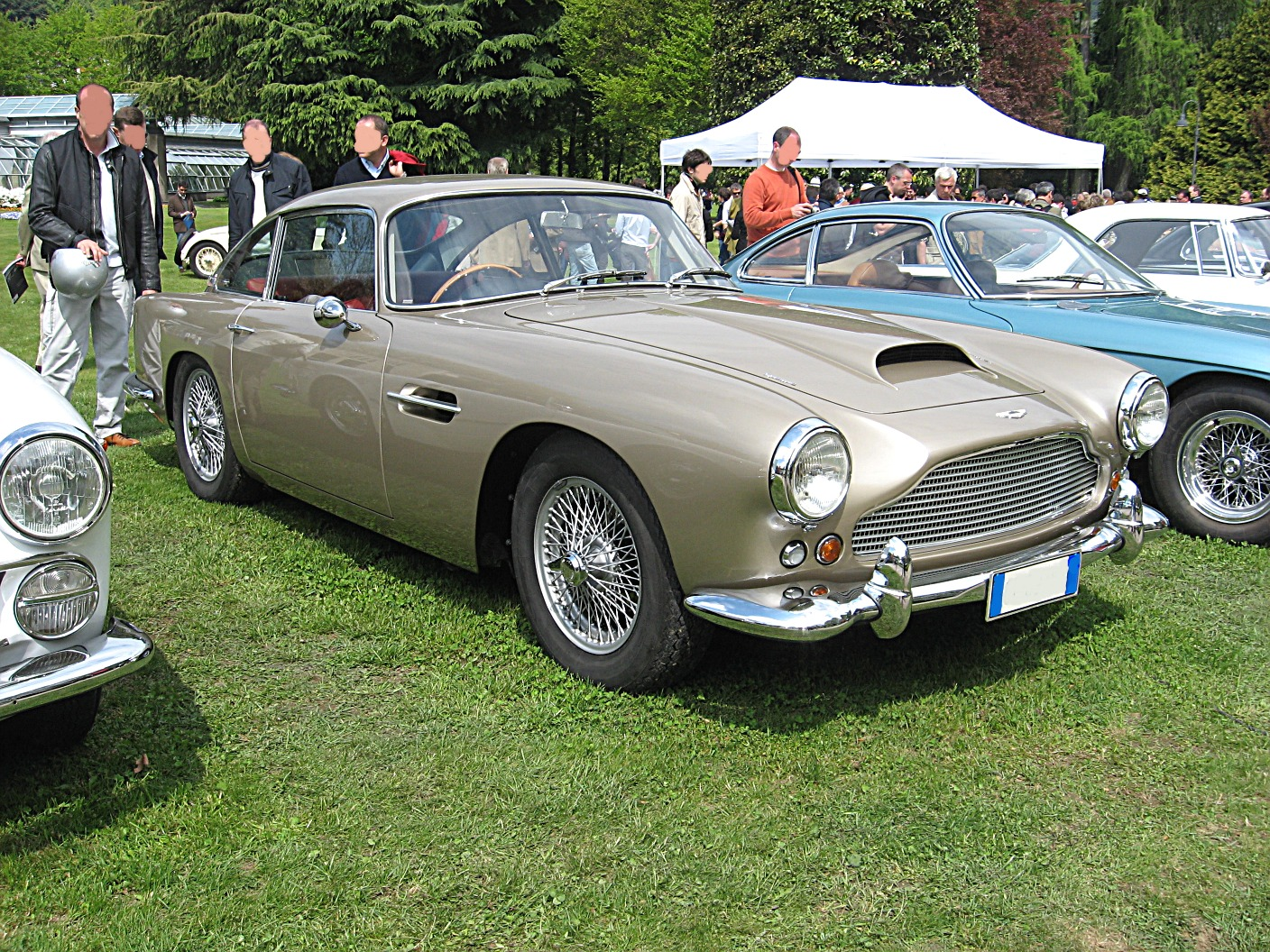
Un'Aston Martin DB4 al Concorso d'Eleganza "Villa d'Este" a Cernobbio (IT)

La progettazione della DB4 incominciò nel 1956 ad opera del direttore generale John Wyer, del progettista Harold Beach e dell'ingegnere Tadek Marek. La versione definitiva venne presentata nel 1958 con una carrozzeria superleggera sviluppata dalla Carrozzeria Touring di Milano, ed il suo stile italiano risultò un fatto sensazionale quando venne presentata per la prima volta al „London Motor Show“ nel 1958. Benché il design e la costruzione della carrozzeria provenissero dall'Italia, la DB4 fu la prima Aston Martin a venire assemblata nei nuovi stabilimenti di Newport Pagnell.
Tale carrozzeria prevedeva lamine di alluminio saldate su un telaio tubolare.
La vettura era dotata di un motore con una cilindrata di 3670 cm³ erogante 240 cv a 5500 giri/min a 6 cilindri in linea con blocco e testata in alluminio, doppio albero a camme e 2 carburatori SU Questo propulsore permise alla DB4 di essere la prima vettura di serie a rimanere al di sotto dei trenta secondi nella prova di accelerazione fino a 100 miglia orarie e successiva frenata.
I primi esemplari si surriscaldavano facilmente ma, visti i 240 CV (176 kW) di potenza, i clienti perdonavano questo spiacevole capriccio. I freni a disco erano montati su tutte le quattro ruote; i primi, di tipo Dunlop, vennero in seguito sostituiti con esemplari Girling. La potenza veniva trasferita all'assale posteriore rigido attraverso una frizione bi disco a secco ed una trasmissione completamente sincronizzata. Le ruote anteriori erano dotate di sospensioni indipendenti e sterzo a cremagliera.
Ci sono state 5 serie della DB4; le modifiche di maggiore rilievo furono le nuove cornici dei finestrini nella seconda serie e l'introduzione di una mascherina del radiatore a barre trasversali (anziché a nido d'ape) nella quarta. Le vetture della quinta serie, a partire dal 1962, avevano una carrozzeria più lunga e più alta a vantaggio di una maggiore spaziosità interna, però avevano ruote con minore diametro, in modo da mantenere invariata l'altezza totale del veicolo. Il frontale della quinta serie aveva un aspetto aerodinamico, adottato in seguito anche per l'Aston Martin DB5.
Nel 1962 fu introdotta una Cabriolet.Progettata presso il centro stile Aston Martin, assomigliava alla Coupé della Carrozzeria Touring, ed era dotata di un, all'epoca rarissimo, Hardtop. In totale sono state prodotte 70 DB4-Cabriolet.
Da questo modello sono state sviluppate la DB4 GT Zagato, la Lagonda Rapide e la successiva DB5.

## Versioni speciali

### Aston Martin DB4 GT Bertone Jet
Nel 1961, presso il salone automobilistico di Ginevra, Giorgetto Giugiaro presentò una one-off della Aston Martin DB4, denominata Bertone Jet. Meccanicamente identica alla versione originale, mostrava però un nuovo design della carrozzeria.

### Aston Martin DB4 Vantage

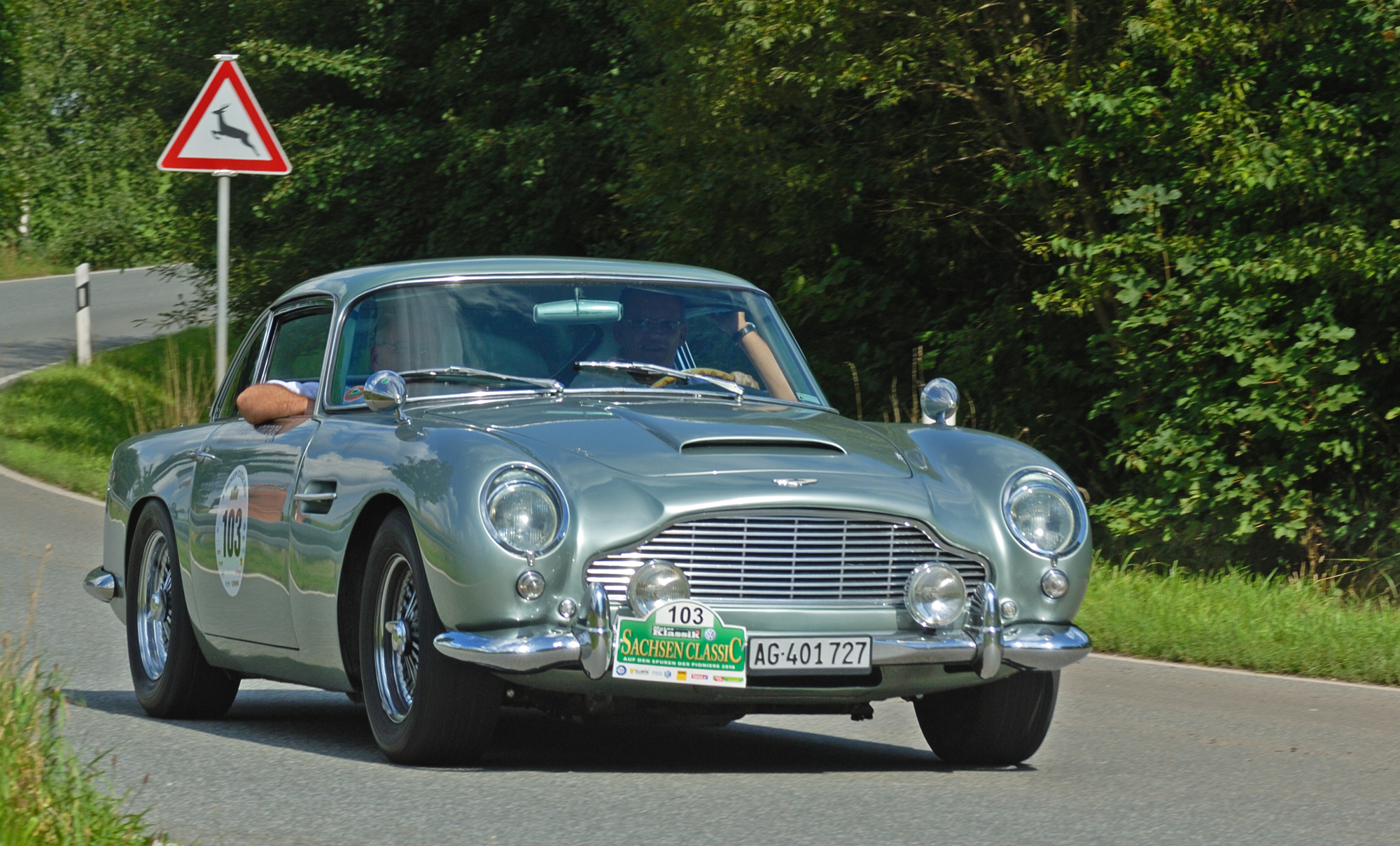
Aston Martin DB4 Vantage

In occasione della presentazione della quarta serie nel 1961 è stato presentato il modello ad alte prestazioni Aston Martin DB4 Vantage. Era dotato di tre carburatori SU e testata speciale in modo da ottenere una potenza di 266 CV (196 kW). La maggior parte delle Vantage era dotata degli stessi gruppi ottici della DB4 GT. Complessivamente sono state prodotte 136 berline e 32 cabriolet di tipo Vantage.

#### Modello DB4 Vantage GT
Un piccolo numero di esemplari sono stati dotati delle caratteristiche del modello GT, che era stato presentato nel settembre 1959. Questo gruppo viene spesso definito come Aston Martin DB4 Vantage GT, benché non tutti avessero le dotazioni „Vantage“. Tre esemplari della terza serie, cinque della quarta e sei della quinta ebbero questa insolita combinazione di carrozzeria e motore per un totale di 14 pezzi.

## Attività sportiva

### Aston Martin DB4 GT
Un anno dopo il lancio della DB4, venne proposta per le competizioni la versione GT presso il salone automobilistico di Londra del 1959. Tra gli obbiettivi della casa britannica, che fornì la vettura anche a team privati, vi era quello di ostacolare le vetture della Ferrari. Rispetto alla versione stradale, questa vettura è stata notevolmente alleggerita. Tra le soluzioni adottate per ottenere questa riduzione di peso, gli ingegneri fissarono i pannelli della carrozzeria realizzati in magnesio e alluminio su un telaio tubolare. Alcuni esemplari erano anche sprovvisti dei sedili posteriori. Per migliorare il raffreddamento del propulsore, vennero introdotte nuove prese d'aria. Tale motore fu progettato da Tadek Marek, il quale costruì il primo propulsore in lega da 3670 cm³ a sei cilindri, erogava 302 CV grazie all'impiego di tre carburatori Weber 45 DCOE 4. Il propulsore era anche dotato di due candele per cilindro e due distributori. Una testata modificata ha fatto sì che il rapporto di compressione fosse di 9:1. La vettura raggiungeva una velocità massima che variava da 190 a 275 chilometri all'ora a seconda del rapporto al ponte finale e un'accelerazione di 6,2 s / 0–100 km/h.
Con questa carrozzeria sono stati costruiti 75 esemplari oltre all'Aston Martin DB4 GT Zagato come modello a parte.

### Aston Martin DB4 GT Lightweight
Nonostante gli sforzi, la DB4 GT era troppo pesante per poter competere con la Ferrari 250 SWB, motivo per cui venne proposta la realizzazione del modello GT Lighteight. Tale versione della DB4 GT era stata ulteriormente alleggerita tramite l'aggiunta di ulteriori componenti realizzati in lega e la realizzazione di vari fori nei punti non vitali della carrozzeria. Nonostante questo, non si ebbero miglioramenti eclatanti.

### Aston Martin DB4 GT Zagato
Tentando nuovamente di contrastare le vetture del cavallino rampante, la casa britannica si rivolse alla Zagato per la creazione di un modello della DB4 GT ancora più prestazionale rispetto alla Lightweight. La realizzazione del nuovo modello venne affidata a Ercole Spada, il quale sostituiva Elio Zagato che era rimasto ferito in un incidente. Il propulsore venne potenziato fino a 314 cv, mentre il cambio fu sostituito con una versione realizzata in magnesio. La nuova DB4 venne ufficialmente presentata al pubblico nel 1961 e, nonostante fosse riuscita ad ottenere numerosi piazzamenti e vittorie, nessuno dei 19 modelli Zagato riuscì a fermare né le Ferrari né le Jaguar. 
Da Bonhams nell’asta automobilistica tenutasi il 13 luglio 2018 per il The Goodwood Festival of Speed Sale, una Aston Martin ‘MP209’ DB4GT Zagato del 1961 è passata di mano per £10,081,500, diventando così l’auto inglese più cara venduta in un’asta europea.